# Sam Taylor-Johnson
Samantha (Sam) Taylor-Johnson (geboren als Samantha Taylor-Wood, Croydon (Londen), 4 maart 1967) is een Brits filmregisseuse en kunstenares.

## Biografie
Samantha Taylor-Wood werd geboren in Croydon (Londen) en groeide op in Zuid-Londen. Op negenjarige leeftijd verhuisde ze na de scheiding van haar ouders naar East Sussex.
In 1997 trouwde ze met Jay Jopling, een kunsthandelaar met wie ze twee dochters heeft. Na 11 jaar huwelijk werd hun scheiding aangekondigd. In 2009 begon ze een relatie met de acteur Aaron Johnson nadat ze met elkaar kennismaakten op de filmset van Nowhere Boy. Ze trouwden in Somerset op 21 juni 2012 en namen beiden de naam "Taylor-Johnson" aan. Ze hebben samen ook twee dochters.
Bij Taylor-Wood werd tweemaal kanker vastgesteld: in december 1997 werd ze behandeld voor darmkanker en drie jaar later werd borstkanker vastgesteld. 
Voor haar bijdragen tot de kunst werd Taylor-Wood in 2011 onderscheiden met de benoeming tot Officier in de Orde van het Britse Rijk.

## Carrière
Taylor-Wood begon als fine-art-fotografe begin jaren 1990. In 1994 maakte ze haar eerste multiscreen videowerk getiteld Killing Time, gevolgd door Travesty of a Mockery and Pent-Up in 1996, waarna ze zich de volgende jaren hoofdzakelijk focuste op videowerk. Ze werd in 1998 genomineerd voor de Turner Prize en won de Prize for Most Promising Young Artist tijdens de Biënnale van Venetië in 1997. In de jaren 2000 volgden nog een aantal foto- en video-exposities van haar hand.
In augustus 2008 werd Taylor-Wood gekozen voor de regie van Nowhere Boy, een biopic over de jeugd van Beatleszanger John Lennon. Ze kreeg hiervoor een BAFTA-nominatie. Na enkele korte films volgde in 2015 haar tweede speelfilm Fifty Shades of Grey.
In juli 2022 werd aangekondigd dat de speelfilm Back to Black, een biopic gebaseerd op het leven en de carrière van de Britse zangeres Amy Winehouse, geregisseerd zou worden door Taylor-Johnson. De opnames voor de film begonnen in januari 2023 in Londen. De film ging in april 2024 in première.

## Filmografie
- Back to Black (2024)
- A Million Little Pieces (2018)
- Fifty Shades of Grey (2015)
- James Bond Supports International Woman's Day (korte film, 2011)
- Nowhere Boy (2009)
- Love You More (korte film, 2008)
- Death Valley (korte film, onderdeel van de serie Destricted, 2006)

## Prijzen en nominaties (selectie)
| jaar | prijs                  | categorie                                                           | genomineerde(n) | uitslag     |
| ---- | ---------------------- | ------------------------------------------------------------------- | --------------- | ----------- |
| 2014 | BAFTA Awards           | Beste Britse film                                                   | Nowhere Boy     | Genomineerd |
| 2014 | BAFTA Awards           | Opmerkelijk debuut door een Britse regisseur, schrijver of producer | Nowhere Boy     | Genomineerd |
| 2009 | BAFTA Awards           | Beste korte film                                                    | Love You More   | Genomineerd |
| 2009 | Sundance Film Festival | Short Filmmaking Award - Honorable Mention                          | Love You More   | Gewonnen    |
| 2008 | Europese Filmprijzen   | Beste korte film                                                    | Love You More   | Genomineerd |